# Кабельний канал

Телефонний кабельний канал.

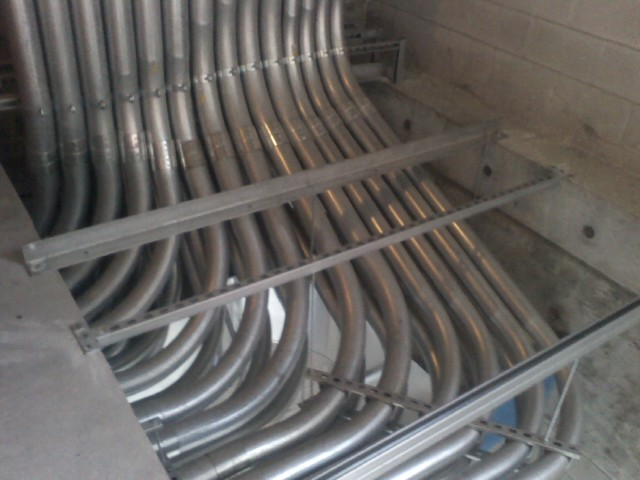

Канал кабельний — протяжна непрохідна кабельна споруда закритого типу, іноді заглиблена (частково або повністю) в ґрунт, перекриття, підлогу тощо, що дає можливість виконувати прокладку, ремонти і огляди кабельної лінії після зняття перекриття.
Усередині кабель-каналів розміщують електричні силові і слабкострумові (телефонні, комп'ютерні, телевізійні дроти, а також кабелі для систем безпеки: охоронно-пожежної сигналізації, відеоспостереження, систем контролю і управління доступу). Кабель-канали використовуються також при створенні комп'ютерних структурованих кабельних систем (СКС). Існують також системи кабель-каналів, призначені для установки в заливні підлоги.